# 敖头站
敖头站，位于黑龙江省海林市石河乡，是滨绥铁路沿线车站，也是火龙沟铁路的起点站。距哈尔滨站323公里，绥芬河站225公里。建于1937年。现隶属哈尔滨铁路局管辖，为四等站，共有4趟旅客列车经过。

## 临近车站
1. ↑  海林县地方志编纂委员会. . 中国文史出版社. 1990. ISBN 7503401826 –黑龙江史志网.